# Casa (Arkansas)
Casa è un comune degli Stati Uniti d'America, situato in Arkansas, nella contea di Perry.